# 阿里山森林鉄路の蒸気機関車
阿里山森林鉄路の蒸気機関車（ありさんしんりんてつろのじょうききかんしゃ）では阿里山森林鉄路の蒸気機関車について述べる。

## 概要

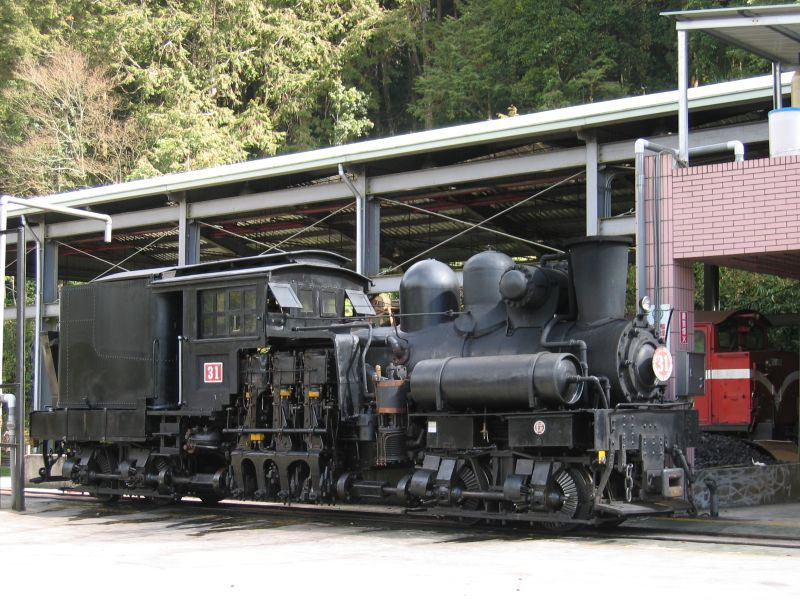
28トンシェイの31号機

1907年、阿里山森林鉄路の建設時にアメリカ合衆国のライマ機関車製造製13トン蒸気機関車（以下SLと略す）が1両輸入された。
このSLは一般的なSLと異なり、直立したシリンダーと傘歯車（ベベルギヤー）を使用し、ボギー台車を持った山岳用の特殊な設計である。
阿里山への開通後に続々とライマ社製の8両の18トンSLと12両の28トンSLが輸入された。
これらは全てシェイ式と呼ばれる直立シリンダーと傘歯車を持つSLである。ライマ社の分類では、18トンの２シリンダーSLがクラスＡ、２８トンの３シリンダーＳＬがクラスBと呼ばれる大きさで、軌間は762mmである。
平坦区間（嘉義 - 竹崎）用である、川崎造船所兵庫工場（日本）製の1両のSLとバークレー（イギリス）製の2両のSL以外は全てライマ社製シェイ式蒸気機関であった。
18tシェイは2シリンダーで嘉義 - 竹崎間及び阿里山より先の林場線などで使われていた。28tシェイは阿里山線の主力機として使われていた。
阿里山のシェイはキャブ（運転室）の屋根上に大きなモニタが有るのが特徴である。

## 蒸気機関車データ
| 製造国と 製作会社 | 型式                     | 製造年 | 使用開始年 | 車番  | 現況       | 存在箇所                                 | 備考                        |
| ----------------- | ------------------------ | ------ | ---------- | ----- | ---------- | ---------------------------------------- | --------------------------- |
| 米国LIMA          | 18t SHAY型 (2シリンダー) | 1911   | 1912       | SL-12 | 静態保存   | 阿里山駅                                 |                             |
| 米国LIMA          | 18t SHAY型 (2シリンダー) | 1911   | 1912       | SL-13 | 静態保存   | 台北市中影文化城前                       | 1977年に中国電影公司へ贈与  |
| 米国LIMA          | 18t SHAY型 (2シリンダー) | 1911   | 1912       | SL-14 | 保存       | オーストラリアパッフィンビリー鉄道車庫内 | 1972年 オーストラリアに輸送 |
| 米国LIMA          | 18t SHAY型 (2シリンダー) | 1911   | 1912       | SL-15 | 廃車       |                                          | 北門の大火災により焼損      |
| 米国LIMA          | 18t SHAY型 (2シリンダー) | 1911   | 1912       | SL-16 | 静態保存   | 花蓮県池南森林遊楽区                     | 1980年 花蓮行き             |
| 米国LIMA          | 18t SHAY型 (2シリンダー) | 1912   | 1912       | SL-17 | 静態保存   | 沼平駅                                   |                             |
| 米国LIMA          | 18t SHAY型 (2シリンダー) | 1912   | 1913       | SL-18 | 修理運休中 | 奮起湖車庫                               |                             |
| 米国LIMA          | 18t SHAY型 (2シリンダー) | 1912   | 1913       | SL-19 | 未知       | 未知                                     | もともと香港にいた          |
| 米国LIMA          | 28t SHAY型 (3シリンダー) | 1912   | 1913       | SL-21 | 静態保存   | 嘉義市中山公園内                         | 1975年移動 嘉義県政府       |
| 米国LIMA          | 28t SHAY型 (3シリンダー) | 1912   | 1913       | SL-22 | 静態保存   | 集集鎮                                   | 78年移動 三軍大学に献上     |
| 米国LIMA          | 28t SHAY型 (3シリンダー) | 1912   | 1912       | SL-23 | 静態保存   | 阿里山駅                                 |                             |
| 米国LIMA          | 28t SHAY型 (3シリンダー) | 1912   | 1912       | SL-24 | 静態保存   | 沼平駅                                   |                             |
| 米国LIMA          | 28t SHAY型 (3シリンダー) | 1913   | 1914       | SL-25 | 動態保存   | 嘉義車庫                                 | 軽油仕様(1995)              |
| 米国LIMA          | 28t SHAY型 (3シリンダー) | 1913   | 1914       | SL-26 | 動態保存   | 嘉義車庫                                 |                             |
| 米国LIMA          | 28t SHAY型 (3シリンダー) | 1913   | 1914       | SL-28 | 静態保存   | 苗栗鉄道文物展示館                       |                             |
| 米国LIMA          | 28t SHAY型 (3シリンダー) | 1913   | 1914       | SL-29 | 保管中     | 奮起湖車庫                               |                             |
| 米国LIMA          | 28t SHAY型 (3シリンダー) | 1915   | 1916       | SL-31 | 動態保存   | 嘉義車庫                                 | 軽油仕様(1993)              |
| 米国LIMA          | 28t SHAY型 (3シリンダー) | 1915   | 1916       | SL-32 | 静態保存   | 竹崎親水公園                             | 1999年竹崎 郷役場借用       |

## 関連商品
旧外地で近年まで活躍していた事もあって、阿里山のシェイは日本国内で人気が高い。
それを反映して鉄道模型として幾度も製品化された。
1/80ゲージ9mmで、鉄道模型社から18tシェイのバラキット、カツミからは18tシェイの塗装済み完成品が発売されていた。なお、カツミは16.5mmバージョンも作っていた。
Oスケール1/45ゲージ16.5mmで鉄道模型社から28tシェイのキット及び完成品、18tシェイの完成品が発売されていた。
アスターホビーからは45mmゲージで28tシェイのライブスチームが発売されていた。

## ギャラリー

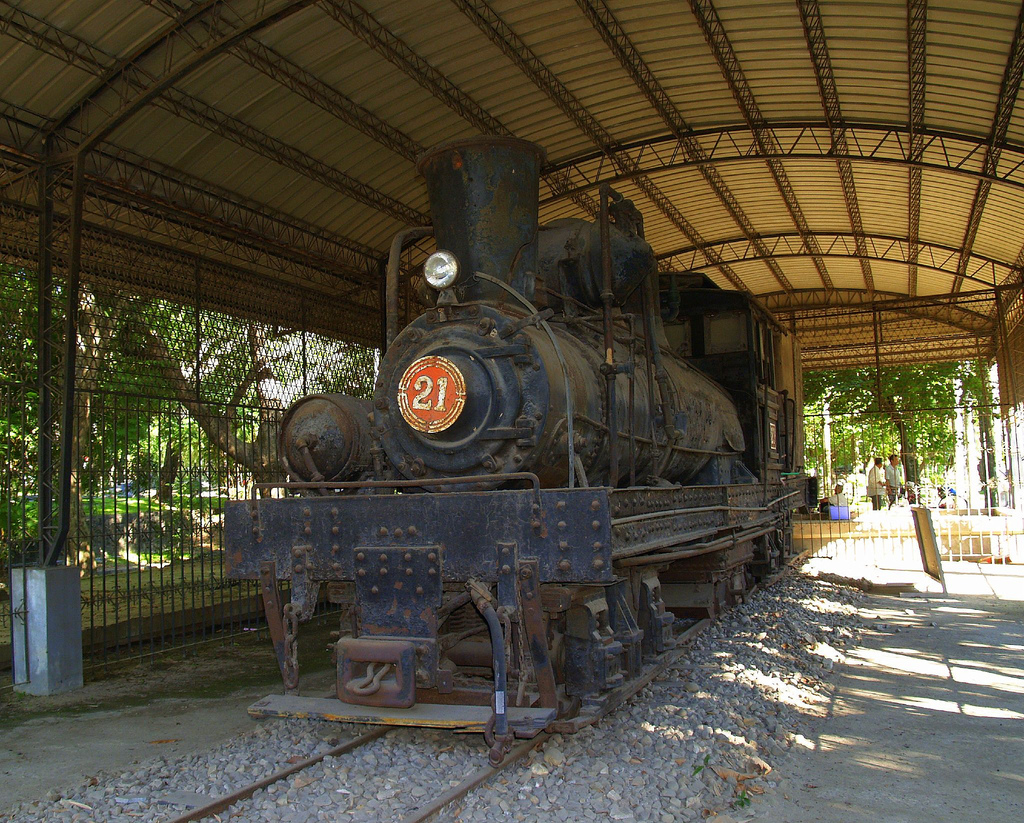
嘉義市嘉義公園に保存されている28トンSHAY  21号機
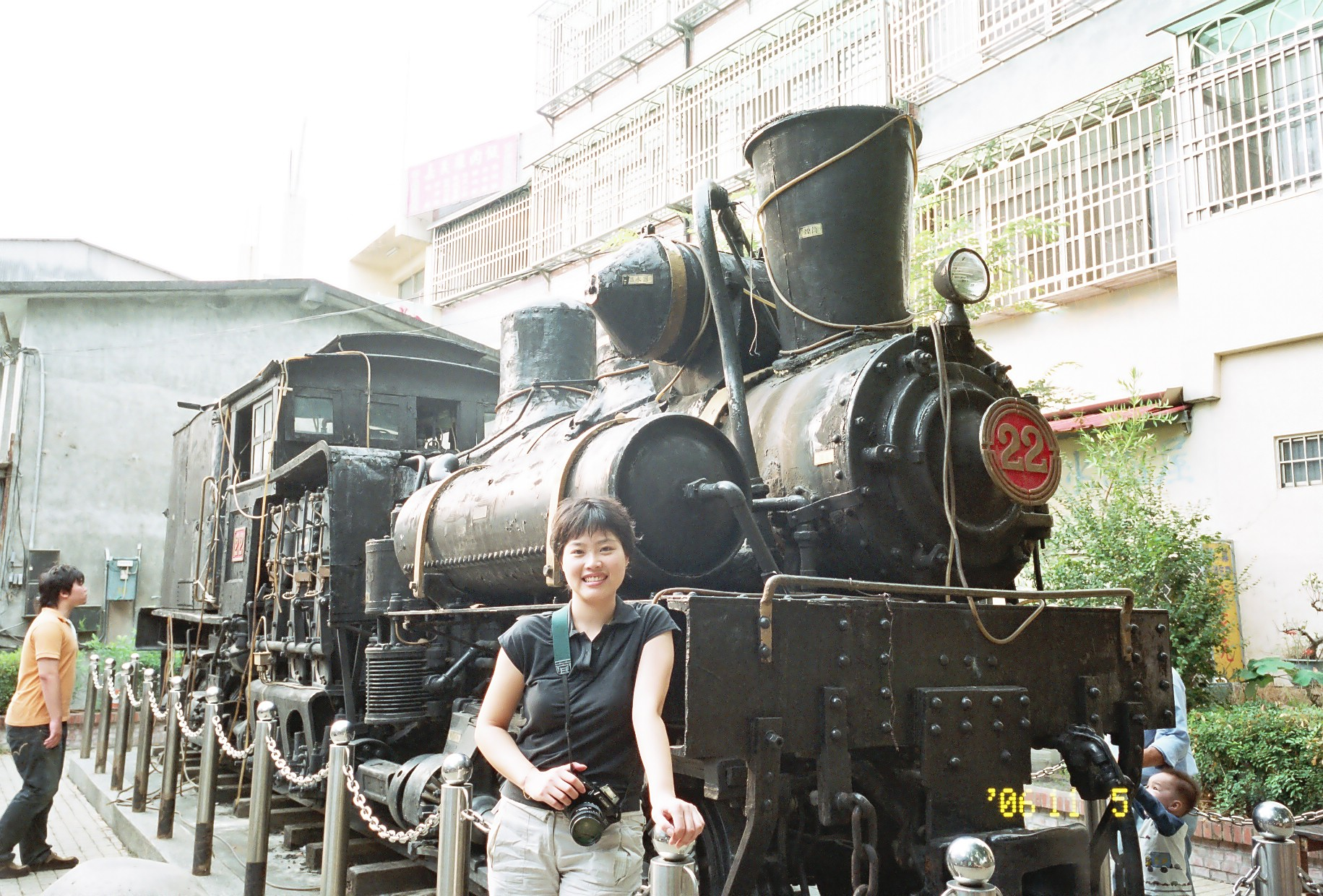
集集鎮に保存されている28トンSHAY  22号機
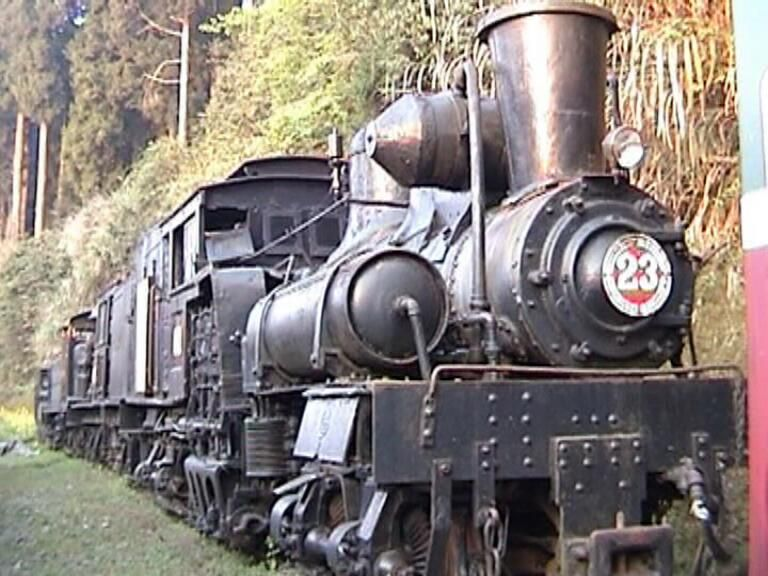
阿里山駅に保存されている28トンSHAY  23号機
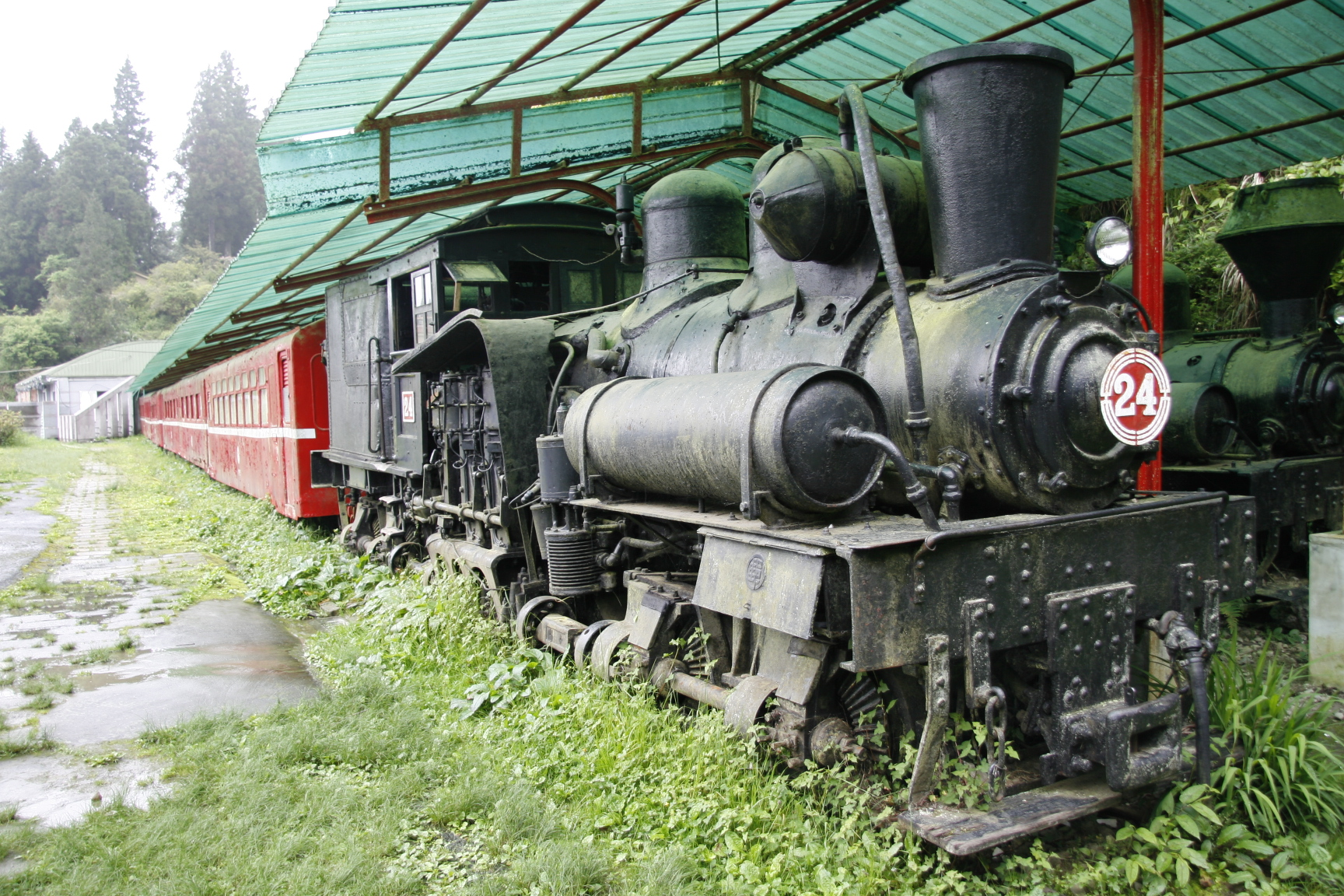
沼平駅に保存されている28トンSHAY  24号機
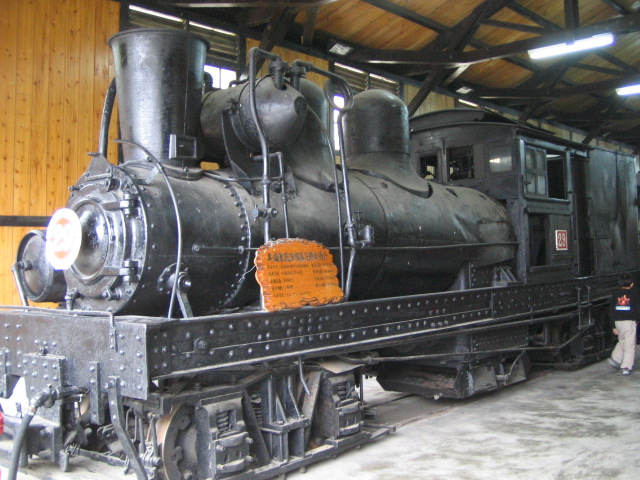
奮起湖に保存されている28トンSHAY  29号機
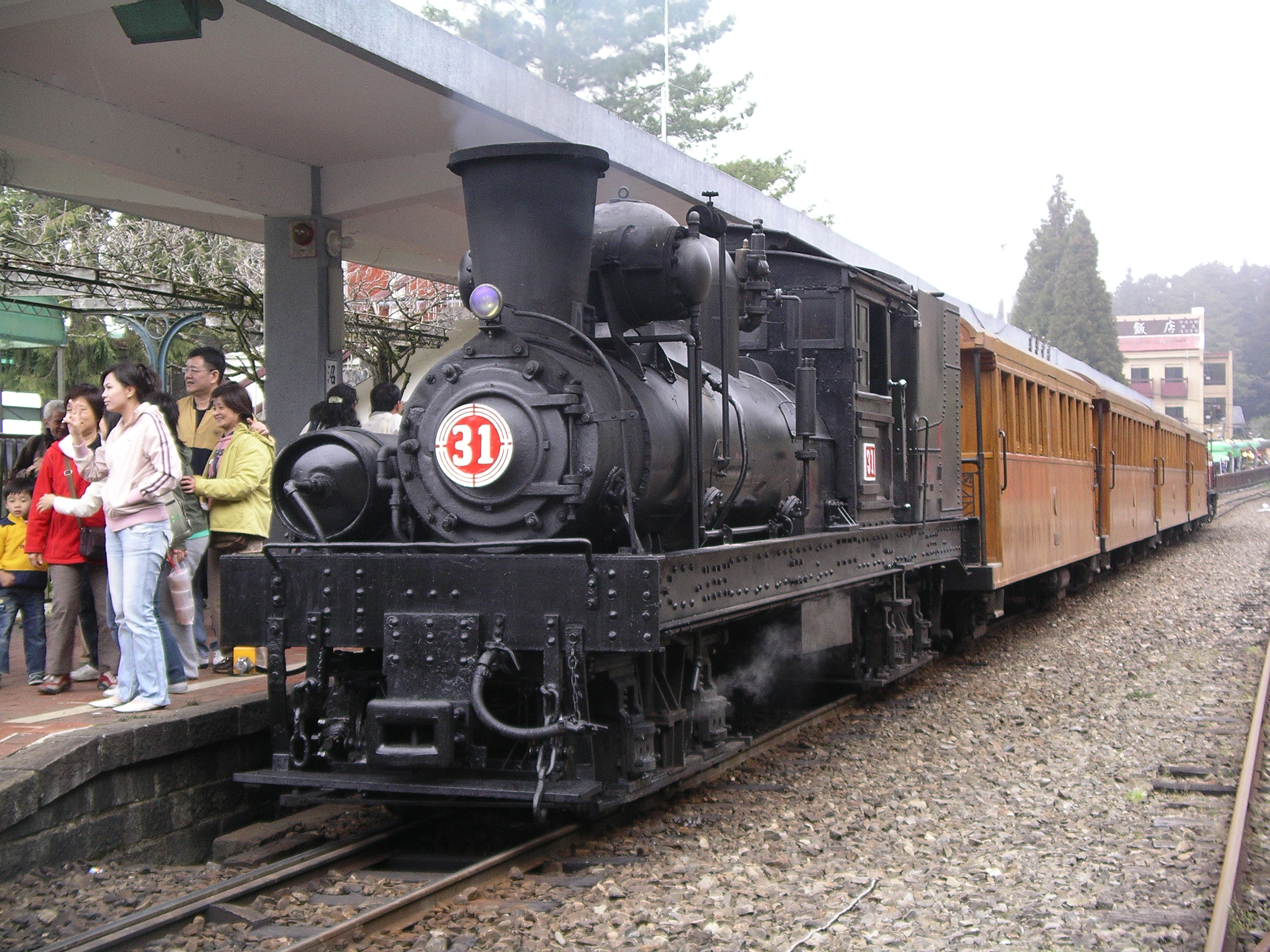
檜木車両を牽引する31号機（沼平駅）
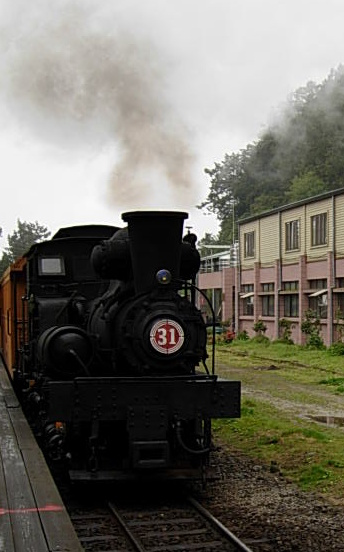
31号機正面